# Hälsinglands museum

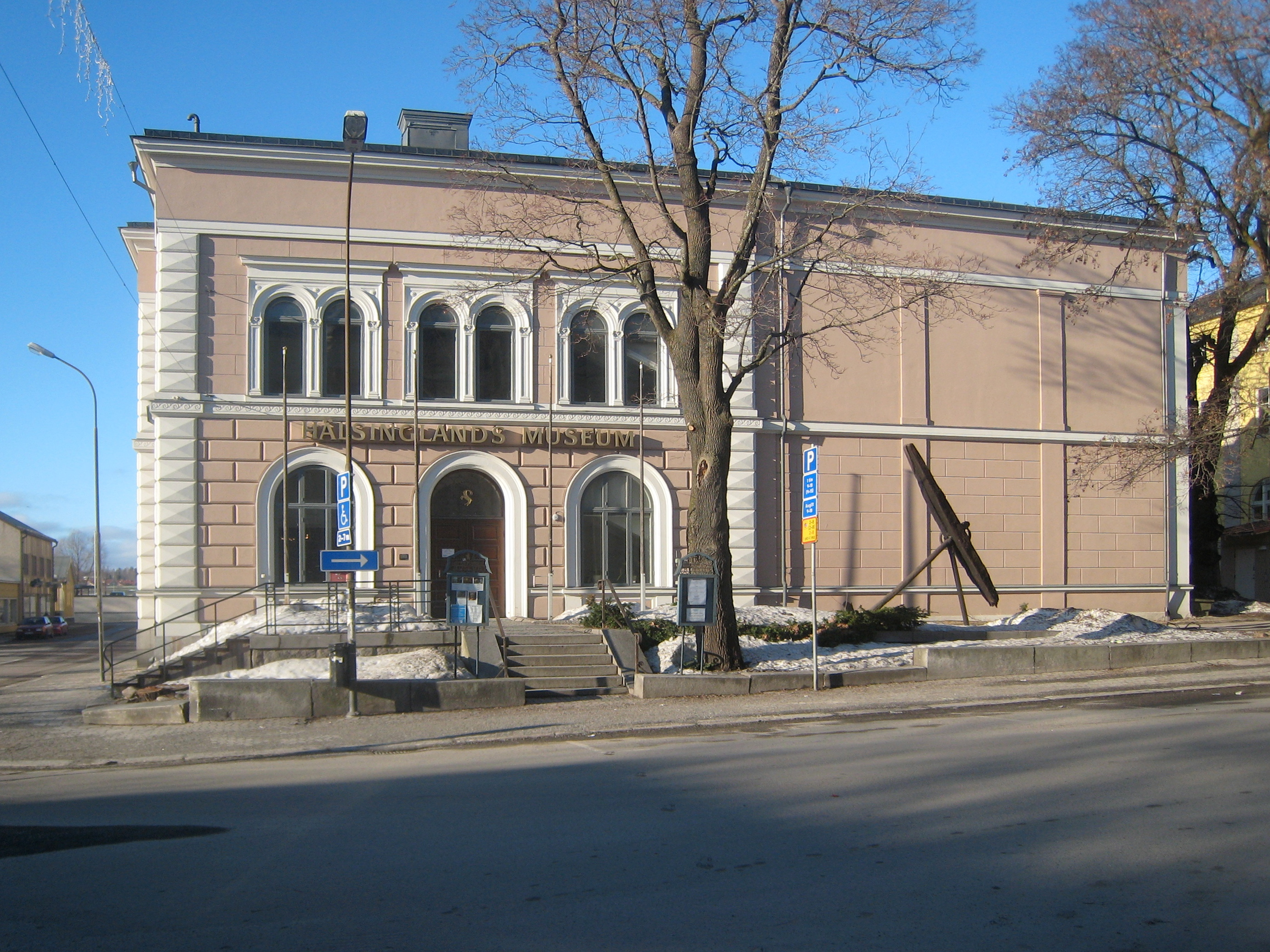
Hälsinglands museum i april 2010.

Hälsinglands museum är ett kulturhistoriskt museum med inriktning på Hälsinglands historia och kultur, och ligger i Hudiksvall. Museet har sina rötter i en verksamhet som inleddes 1859. Samlingarna omfattar ett omfattande material av föremål, dokument och fotografier med lokalhistorisk betydelse. Sedan 2013 är museet officiellt erkänt som regionmuseum för Hälsingland.
Hälsinglands museum inrättades av Helsinglands fornminnessällskap, som skapade ett museum för medeltida kyrklig konst i Enångers gamla kyrka, vilken förvärvades av sällskapet 1858. Fornminnessällskapet, som stiftades 1859, inledde samtidigt insamlandet av fornminnesföremål, gamla vapen med mera och inrättade ett mindre museum vid Hudiksvalls skola.  
År 1897 blev läroverksadjunkten Frans Rodenstam föreståndare för samlingarna och under hans ledning invigdes 1903  den första egentliga museibyggnaden, i gamla lasarettet. År 1937 flyttade museet till nuvarande byggnad på Storgatan 31. Museet ordnades efter den tidens tanke med rum för samhällets olika rumsliga företeelser, till exempel "Havet", "Jordbruket", "Skogen", "Berget" etc. Kvar från den ursprungliga inredningen av museet är en så kallad herrstuga, en festlokal, från en gård i Nansta i Forsa.
Museibyggnaden uppfördes som bankhus för Helsinglands Enskilda Bank 1879-80 efter ritningar av Ernst Jacobsson.